# Lista di film perduti

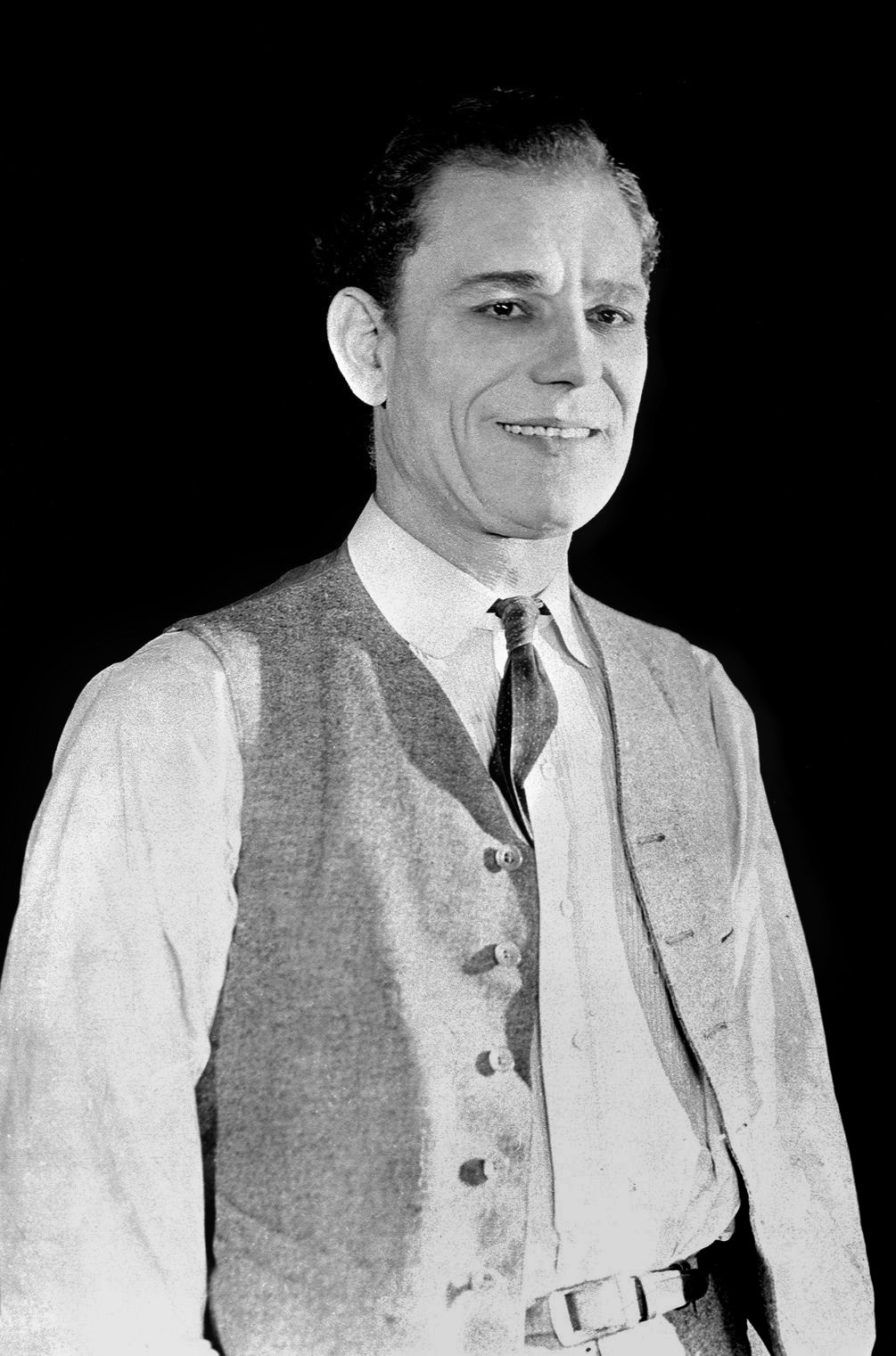
Lon Chaney prese parte a molti film che sono andati perduti. Qui è ritratto ne L'uomo del miracolo, un famoso film perduto.

Un film perduto è un film di cui tutte le copie sono considerate distrutte, nascoste, smarrite o comunque non reperibili.
Il film più antico a essere considerato perduto è Jeffries–Sharkey Contest (1899). La ragione primaria delle perdite dei film dell'epoca del muto è dovuta all'uso delle pellicole al nitrato, un materiale altamente infiammabile che ha causato vari incendi all'interno degli archivi di diverse case cinematografiche e distrutto migliaia di negativi. Di notevole rilevanza è l'incendio scoppiato negli archivi della 20th Century Fox nel 1937, che ha distrutto tutti i negativi originali precedenti al 1935, e quello che colpì la Metro-Goldwyn-Mayer nel 1967. Nonostante ciò è stata soprattutto l'incuria e la scarsa considerazione ad aver fatto perdere la maggior parte della produzione cinematografica anteriore al 1930.

## Film muti

### Anni 1890
| Anno | Film                     | Regista                       | Cast                          | Note | Fonte |
| ---- | ------------------------ | ----------------------------- | ----------------------------- | --- | ----- |
| 1899 | Jeffries–Sharkey Contest | William A. Brady Tom O'Rourke | James J. Jeffries Tom Sharkey | Film della Biograph riguardante una gara tra pesi massimi, della durata di 135 minuti. È il primo film girato con luce artificiale. |       |

### Anni 1900
| Anno | Film                           | Regista                                 | Cast                               | Note | Fonte |
| ---- | ------------------------------ | --------------------------------------- | ---------------------------------- | --- | ----- |
| 1900 | Romeo and Juliet               | Clément Maurice                         | Emilio Cossira                     | È ritenuto il primo adattamento cinematografico della tragedia Romeo e Giulietta di William Shakespeare.                                                                                        |       |
| 1905 | Adventures of Sherlock Holmes  | James Stuart Blackton                   | H. Kyrle Bellew J. Barney Sherry   | Secondo film con Sherlock Holmes, preceduto solo dal video di 30 secondi Sherlock Holmes Baffled (1900). Tutto ciò che ne rimane sono brevi frammenti custoditi nella Biblioteca del Congresso. |       |
| 1908 | The Fairylogue and Radio-Plays | Francis Boggs Otis Turner               | L. Frank Baum                      | Primo adattamento cinematografico de Il meraviglioso mago di Oz. Proiettato soltanto come presentazione di una rappresentazione teatrale dal vivo. La stampa si decompose e venne buttata.      | [ 1 ] |
| 1908 | El fusilamiento de Dorrego     | Mario Gallo                             | Salvador Rosich                    | Ricostruisce le vicende che portarono alla fucilazione di Manuel Dorrego. | [ 2 ] |
| 1908 | Dr. Jekyll and Mr. Hyde        | Otis Turner                             | Hobart Bosworth Betty Harte        | Primo adattamento cinematografico dell'opera di Robert Louis Stevenson Lo strano caso del dottor Jekyll e del signor Hyde.                                                                      | [ 3 ] |
| 1908 | Julius Caesar                  | James Stuart Blackton William V. Ranous | Charles Kent                       | | [ 4 ] |
| 1908 | The Music Master               | Wallace McCutcheon Jr.                  | David Wark Griffith                | Quasi tutti i film interpretati da D.W. Griffith sono rintracciabili. Questo è l'unico titolo ad essere andato perduto.                                                                         | [ 5 ] |
| 1909 | The Bride of Lammermoor        | James Stuart Blackton                   | Annette Kellerman Maurice Costello | | [ 6 ] |
| 1909 | The Gift of Youth              |                                         | Annette Kellerman                  | | [ 7 ] |

### Anni 1910
| Anno | Film                                             | Regista                                | Cast                                                   | Note | Fonte         |
| ---- | ------------------------------------------------ | -------------------------------------- | ------------------------------------------------------ | --- | ------------- |
| 1910 | The Englishman and the Girl                      | David Wark Griffith                    | George Nichols Kate Bruce Charles Craig Mary Pickford  | | [ 8 ]         |
| 1910 | Livets storme                                    | August Blom                            | Asta Nielsen                                           | Film danese. Per la distribuzione internazionale viene utilizzato il titolo inglese Storms of Life. Debutto sullo schermo per Asta Nielsen. | [ 9 ]         |
| 1911 | The Aggressor                                    | Thomas H. Ince George Loane Tucker     | Ethel Grandin William E. Shay                          | | [ 10 ]        |
| 1911 | At a Quarter of Two                              | Thomas H. Ince                         | Mary Pickford King Baggot                              | Alcuni frammenti si trovano negli archivi della Biblioteca del Congresso a Washington. | [ 11 ]        |
| 1911 | Back to the Soil                                 | Thomas H. Ince                         | King Baggot Mary Pickford Owen Moore                   | | [ 12 ]        |
| 1911 | Behind the Stockade                              | Thomas H. Ince George Loane Tucker     | Mary Pickford Owen Moore                               | | [ 13 ]        |
| 1911 | Piccola Billy                                    | Laurence Trimble                       | Tefft Johnson Edith Storey                             | | [ 14 ]        |
| 1911 | The Call of the Song                             | Thomas H. Ince                         | Mary Pickford King Baggot Owen Moore                   | | [ 15 ]        |
| 1911 | The Colleen Bawn                                 | Gaston Mervale                         | Louise Lovely                                          | Prodotto dalla Australian Life Biograph Company. | [ 16 ]        |
| 1911 | The Courting of Mary                             | James Kirkwood George Loane Tucker     | Mary Pickford Owen Moore                               | Primo film prodotto dalla Majestic Motion Picture Company. | [ 17 ]        |
| 1911 | The Cowboy and the Lady                          |                                        | Alan Hale                                              | Del film si hanno pochissime fonti: si sa soltanto che fosse un film western e che fu l'esordio cinematografico di Alan Hale. Non si conoscono né il regista né la casa di produzione. |               |
| 1911 | The Fair Dentist                                 | Thomas H. Ince                         | Mary Pickford                                          | Ridistribuito nel 1914 con il titolo di Mary's Patients. | [ 18 ]        |
| 1911 | The Fisher-Maid                                  | Thomas H. Ince                         | Mary Pickford Owen Moore                               | | [ 19 ]        |
| 1911 | For Her Brother's Sake                           | Thomas H. Ince                         | Mary Pickford Owen Moore                               | Nel cast anche il fratello minore di Mary Pickford, Jack. | [ 20 ]        |
| 1911 | For the Queen's Honor                            | Thomas H. Ince                         | King Baggot Mary Pickford Owen Moore                   | | [ 21 ]        |
| 1911 | From the Bottom of the Sea                       |                                        | Mary Pickford (presenza incerta)                       | | [ 22 ]        |
| 1911 | Her Darkest Hour                                 | Thomas H. Ince                         | Mary Pickford                                          | | [ 23 ] [ 24 ] |
| 1911 | A Gasoline Engagement                            | Thomas H. Ince                         | Mary Pickford Owen Moore                               | Conosciuto anche con il titolo A Gasoline Elopement. | [ 25 ]        |
| 1911 | The Immortal Alamo                               | William F. Haddock                     | Francis Ford                                           | Primo film sulla Battaglia di Alamo, girato ad Alamo stesso. | [ 26 ]        |
| 1911 | Their First Misunderstanding                     | Thomas H. Ince George Loane Tucker     | Mary Pickford Owen Moore                               | Primo film della Pickford e di Owen per la Independent Moving Pictures. | [ 27 ]        |
| 1912 | Accidents Will Happen                            |                                        | Ruth Roland                                            | | [ 28 ]        |
| 1912 | The Honor of the Family                          |                                        | Lon Chaney                                             | Debutto di Chaney sullo schermo. | [ 29 ]        |
| 1912 | Salvata dal Titanic                              | Étienne Arnaud                         | Dorothy Gibson                                         | Primo film sul naufragio del Titanic. Gibson fu una vera superstite del Titanic. | [ 30 ]        |
| 1913 | Adriana Lecouvreur                               | Henri Desfontaines Louis Mercanton     | Sarah Bernhardt                                        | Nel 1917 fu fatta uscire una riedizione, distribuito dalla General Film Company. |               |
| 1913 | The Adventures of Kathlyn                        | Francis J. Grandon                     | Kathlyn Williams Charles Clary                         | Serial costituito da 13 episodi. Ne rimane solo una copia del primo episodio conservato nella Cineteca del Friuli e pochi frammenti all'EYE Film Instituut Nederland. | [ 31 ]        |
| 1913 | Absent Minded Abe                                |                                        | John E. Brennan Ruth Roland                            | Il film, della lunghezza di un rullo (circa 6 minuti) era prodotto dalla Kalem. | [ 32 ]        |
| 1913 | Almost an Actress                                | Allen Curtis                           | Louise Fazenda                                         | Essendo scaduti i diritti, il film sarebbe attualmente di pubblico dominio. | [ 33 ]        |
| 1913 | The Battle of Gettysburg                         | Charles Giblyn Thomas H. Ince          | Willard Mack Charles K. French                         | Si sostiene che il film sia stato proiettato in Francia nel 1973. | [ 34 ]        |
| 1913 | Caprice                                          | James Searle Dawley                    | Mary Pickford Owen Moore                               | Terzo film della Pickford. È stato riedito dalla Paramount Pictures nel novembre 1918. | [ 35 ]        |
| 1913 | The Elite Ball                                   | Mack Sennett                           | Ford Sterling Fred Mace Mack Sennett                   | Distribuito il 3 febbraio 1913 incorporato al cortometraggio Just Brown's Luck. Sono andati persi entrambi. | [ 36 ]        |
| 1913 | In the Bishop's Carriage                         | James Searle Dawley                    | Mary Pickford                                          | Prodotto dalla Famous Players Film Company. | [ 37 ]        |
| 1913 | Just Brown's Luck                                | Mack Sennett                           | Mabel Normand Fred Mace                                | Distribuito il 3 febbraio 1913 incorporato al cortometraggio The Elite Ball. Sono andati persi entrambi. | [ 38 ]        |
| 1913 | The Vampire                                      | Robert G. Vignola                      | Harry F. Millarde Marguerite Courtot Alice Hollister   | Primo lungometraggio horror britannico. | [ 39 ]        |
| 1913 | The Werewolf                                     | Henry MacRae                           | Clarence Burton Marie Walcamp                          | Primo film riguardante lupi mannari, distrutto in un incendio nel 1924. | [ 40 ]        |
| 1914 | Absinthe, il liquore della rovina                | Herbert Brenon George Edwardes-Hall    | King Baggot Leah Baird                                 | |               |
| 1914 | Brewster's Millions                              | Oscar Apfel Cecil B. DeMille           | Edward Abeles                                          | | [ 41 ]        |
| 1914 | A Celebrated Case                                | George Melford                         | Alice Joyce                                            | | [ 42 ]        |
| 1914 | Her Friend the Bandit                            | Charlie Chaplin                        | Charlie Chaplin Mabel Normand                          | L'unico film perduto di Charlie Chaplin. | [ 43 ]        |
| 1914 | The Crucible                                     | Edwin Stanton Porter Hugh Ford         | Marguerite Clark                                       | Secondo lungometraggio di Clark, basato sull'opera di Mark Lee Luther. Ridistribuito nel 1919, ma comunque perduto. | [ 44 ]        |
| 1914 | Damaged Goods                                    | Thomas Ricketts                        | Richard Bennett                                        | Bennett fece parte dell'omonima opera teatrale di Broadway nel 1913 assieme a Wilton Lackaye. |               |
| 1914 | Donna che ama                                    | David Wark Griffith                    | Lillian Gish                                           | | [ 45 ]        |
| 1914 | The Escape                                       | David Wark Griffith                    | Donald Crisp                                           | | [ 46 ]        |
| 1914 | Hearts Adrift                                    | Edwin Stanton Porter                   | Mary Pickford                                          | Film di tematica simile a La laguna azzurra di Henry De Vere Stacpoole. | [ 47 ]        |
| 1914 | The Indian Wars                                  | Vernon Day Theodore Wharton            | William F. Cody                                        | William F. Cody (meglio noto come Buffalo Bill) interpreta sé stesso in questo che è il primo film sulle guerre indiane; compaiono inoltre Nelson Miles e Alce Nero; si presume sopravviva solo una parte dell'ultimo rullo; pubblicato nel 1917. | [ 48 ]        |
| 1914 | The Jungle                                       | George Irving Jack Pratt               | George Nash                                            | Ad oggi è l'unico adattamento cinematografico del romanzo dello stesso anno di Upton Sinclair. |               |
| 1914 | The Life of General Villa                        | Christy Cabanne                        | Pancho Villa                                           | Film sul rivoluzionario messicano Pancho Villa. Nel cast compare Villa stesso. | [ 49 ]        |
| 1914 | The Siege and Fall of the Alamo                  | Ray Myers                              |                                                        | Rimangono quattro fotogrammi custoditi alla Biblioteca del Congresso. |               |
| 1914 | A Study in Scarlet                               | George Pearson                         | James Bragington                                       | Primo lungometraggio adattato alla storia di Sherlock Holmes. | [ 50 ]        |
| 1914 | Such a Little Queen                              | Edwin Stanton Porter Hugh Ford         | Mary Pickford                                          | Basato sull'opera di Channing Pollock. | [ 51 ]        |
| 1914 | The World, the Flesh and the Devil               | Floyd Martin Thornton                  | Frank Esmond                                           | Prima pellicola drammatica prodotta a colori (Kinemacolor). |               |
| 1915 | Anna Karenina                                    | J. Gordon Edwards                      | Betty Nansen Edward José                               | Primo adattamento cinematografico statunitense dell'omonimo romanzo di Tolstoj. | [ 52 ]        |
| 1915 | L'invasione degli Stati Uniti                    | James Stuart Blackton                  | Charles Richman L. Rogers Lytton Mary Maurice          | Film epico contro la guerra, è stata la produzione più costosa intrapresa dalla Vitagraph. In Europa è stata riportata la presenza di un rullo; frammenti di scene della battaglia si trovano al George Eastman House. | [ 53 ] [ 54 ] |
| 1915 | Carmen                                           | Raoul Walsh                            | Theda Bara                                             | | [ 55 ]        |
| 1915 | Chimmie Fadden                                   | Cecil B. DeMille                       | Victor Moore Raymond Hatton                            | Girato in due settimane, venne riedito nel 1919. | [ 56 ]        |
| 1915 | The Clemenceau Case                              | Herbert Brenon                         | Theda Bara William E. Shay                             | | [ 57 ]        |
| 1915 | The Crown Prince's Double                        | Van Dyke Brooke                        | Maurice Costello Norma Talmadge                        | | [ 58 ]        |
| 1915 | Destruction                                      | Will S. Davis                          | Theda Bara                                             | | [ 59 ]        |
| 1915 | The Devil's Daughter                             | Frank Powell                           | Theda Bara                                             | Tratto dall'opera La Gioconda di Gabriele D'Annunzio. I titoli di lavorazione per questo film furono "La Gioconda" e "The Vampire". | [ 60 ]        |
| 1915 | The Diamond from the Sky                         | Jacques Jaccard William Desmond Taylor | Lottie Pickford Irving Cummings William Russell        | | [ 61 ]        |
| 1915 | The Eternal City                                 | Edwin Stanton Porter Hugh Ford         | Pauline Frederick                                      | Uno dei primi film di produzione americana girati a Roma. | [ 62 ]        |
| 1915 | Father and the Boys                              | Joseph De Grasse                       | Digby Bell Louise Lovely                               | Primo film per Digby Bell e Louise Lovely. Tra il cast, in un ruolo minore, appare anche Lon Chaney. | [ 63 ]        |
| 1915 | The Foundling                                    | John B. O'Brien Allan Dwan             | Mary Pickford                                          | Il film venne distrutto in un incendio che colpì la casa produttrice poco prima della distribuzione nelle sale. Venne così rigirato da capo e distribuito l'anno seguente con lo stesso titolo. | [ 64 ]        |
| 1915 | A Girl of Yesterday                              | Allan Dwan                             | Mary Pickford Frances Marion Glenn L. Martin           | La pioniera dell'aviazione Glenn L. Martin trasportò Mary Pickford a bordo del suo biplano e si rifiutò di baciare la graziosa Frances Marion poiché la madre Minta fu contraria a quel tipo di bacio. | [ 65 ]        |
| 1915 | Il Golem                                         | Paul Wegener                           | Paul Wegener                                           | Ne rimangono pochi frammenti, per una durata complessiva di poco più di 3 minuti. Tuttavia alcune fonti sostengono che ne esista una copia in mano a privati. | [ 66 ] [ 67 ] |
| 1915 | Graft                                            | George Lessey Richard Stanton          | Harry Carey                                            | | [ 68 ]        |
| 1915 | Kreutzer Sonata                                  | Herbert Brenon                         | Nance O'Neil Theda Bara Henry Bergman William E. Shay  | Tratto dal lavoro teatrale di Jacob Gordin, ispirato al romanzo Sonata a Kreutzer di Lev Tolstoj. | [ 69 ]        |
| 1915 | Lady Audley's Secret                             | Marshall Farnum                        | Theda Bara                                             | | [ 70 ]        |
| 1915 | The Last Night of the Barbary Coast              | Hal Mohr Sol Lesser                    |                                                        | Primo esempio di film d'exploitation, si presume che mostrasse l'ultima notte del Barbary Coast, quartiere a luci rosse di San Francisco. |               |
| 1915 | Life Without Soul                                | Joseph W. Smiley                       | Percy Standing                                         | Second film basato sul romanzo Frankenstein. | [ 71 ]        |
| 1915 | The Pretty Sister of Jose                        | Allan Dwan                             | Marguerite Clark Jack Pickford Rupert Julian           | Secondo film in cui Clark é diretta da Allan Dwan. | [ 72 ]        |
| 1915 | Transatlantic                                    | George B. Seitz                        | Pearl White                                            | | [ 73 ]        |
| 1915 | The Two Orphans                                  | Herbert Brenon                         | Theda Bara                                             | Riadattato in seguito da David Wark Griffith col titolo Le due orfanelle, con Dorothy Gish e Lillian Gish. | [ 74 ]        |
| 1915 | The Valley of Lost Hope                          | Romaine Fielding                       | Romaine Fielding Mildred Gregory Peter Lang            | Film western su un disastro ferroviario. | [ 75 ]        |
| 1916 | Beatrice Fairfax Episode 1: The Missing Watchman | Leopold Wharton Theodore Wharton       | Harry Fox                                              | È l'unico dei 15 episodi della serie ad essere andato perduto. |               |
| 1916 | Vita futurista                                   | Arnaldo Ginna                          |                                                        | Primo film espressamente futurista, che diede origine al "Manifesto della Cinematografia Futurista" dello stesso anno. La produzione cinematografica futurista italiana fu esigua, oltre a questo, perduto, vi sono 4 film realizzati da Anton Giulio Bragaglia e Riccardo Cassano per la "Novissima film", dei quali 'unico sopravvissuto è Thaïs, una copia del quale venne ritrovata in Francia nel 1938. |               |
| 1916 | Avatar                                           | Carmine Gallone                        |                                                        | |               |
| 1916 | La figlia degli Dei                              | Herbert Brenon                         | Annette Kellerman                                      | Pochi metri di pellicola furono presi dal Cinema Museum di Londra, ma sono andati perduti. Sopravvive tuttavia la scena di nudo di Annette Kellerman, la prima interpretata da un'attrice importante. | [ 76 ]        |
| 1916 | The Fall of a Nation                             | Thomas Dixon                           | Lorraine Huling                                        | Sopravvivono solo pochi fotogrammi. Sequel de Nascita di una nazione (1915). | [ 77 ]        |
| 1916 | Gold and the Woman                               | James Vincent                          | Theda Bara                                             | | [ 78 ]        |
| 1916 | Her Double Life                                  | J. Gordon Edwards                      | Theda Bara                                             | | [ 79 ]        |
| 1916 | Keechaka Vadham                                  | R. Nataraja Mudaliar                   | Jeevarathnam R. Nataraja Mudaliar                      | Primo film muto prodotto nell'India meridionale. | [ 80 ]        |
| 1916 | A Lass of the Lumberlands                        | Paul Hurst J.P. McGowan                | Helen Holmes                                           | Serial di 15 episodi. | [ 81 ]        |
| 1916 | Martha's Vindication                             | Chester M. Franklin Sidney Franklin    | Norma Talmadge                                         | | [ 82 ] [ 83 ] |
| 1916 | McTeague                                         | Barry O'Neal                           | Holbrook Blinn Fania Marinoff                          | Primo adattamento cinematografico del romanzo McTeague. | [ 84 ]        |
| 1916 | Das Phantom der Oper                             | Ernst Matray                           | Nils Olaf Chrisander Aud Egede-Nissen                  | Pellicola tedesca. | [ 85 ]        |
| 1916 | Romeo and Juliet                                 | J. Gordon Edwards                      | Theda Bara                                             | | [ 86 ]        |
| 1916 | Il serpente                                      | Raoul Walsh                            | Theda Bara                                             | Uno dei molti film con Theda Bara andati perduti. | [ 87 ]        |
| 1917 | An Alabaster Box                                 | Chester Withey                         | Alice Joyce                                            | Distribuito dalla Vitagraph. | [ 88 ] [ 89 ] |
| 1917 | Alimony                                          | Emmett J. Flynn                        | Lois Wilson George Fisher                              | Nel film appariva un giovanissimo Rodolfo Valentino al suo debutto sugli schermi nel ruolo di un ballerino; tuttavia non venne accreditato. | [ 90 ]        |
| 1917 | L'attaccabrighe                                  | John Ford                              | John Ford                                              | Nonostaste venne riedito nel 1923 dalla Universal non ne rimane più alcuna traccia. | [ 91 ]        |
| 1917 | Brčko u Zagrebu                                  | Arsen Maas                             | Stjepan Bojničić                                       | Primo film psicodrammatico croato. Ne rimangono solo alcuni fotogrammi. |               |
| 1917 | Camille                                          | J. Gordon Edwards                      | Theda Bara                                             | Corse voce del ritrovamento di un rullo in un archivio russo, ma si trattò di un errore. Non si è ancora ritrovato. | [ 92 ]        |
| 1917 | Cleopatra                                        | J. Gordon Edwards                      | Theda Bara                                             | Ne rimangono solo alcuni fotogrammi della durata di 15 secondi. | [ 93 ]        |
| 1917 | Il compagno di Cheyenne                          | John Ford                              | Harry Carey                                            | | [ 94 ]        |
| 1917 | A Country Hero                                   | Roscoe Arbuckle                        | Roscoe Arbuckle Buster Keaton                          | | [ 95 ]        |
| 1917 | The Courage of Silence                           | William P.S. Earle                     | Alice Joyce Harry T. Morey                             | | [ 96 ]        |
| 1917 | El Apóstol                                       | Quirino Cristiani                      |                                                        | Film argentino, creduto essere il primo film animato al mondo. | [ 97 ]        |
| 1917 | Der Golem und die Tänzerin                       | Paul Wegener                           | Paul Wegener                                           | | [ 98 ]        |
| 1917 | Il re dell'audacia                               | Stuart Paton                           | Harry Carter                                           | Le scene del capitolo n. 2 furono girate al negozio Brock and Company Jewelers di Los Angeles. | [ 99 ]        |
| 1917 | The Gulf Between                                 | Wray Bartlett Physioc                  | Grace Darmond Niles Welch                              | Primo film in Technicolor, ne sopravvivono solo pochi frammenti. | [ 100 ]       |
| 1917 | Heart and Soul                                   | J. Gordon Edwards                      | Theda Bara                                             | | [ 101 ]       |
| 1917 | Her Better Self                                  | Robert G. Vignola                      | Pauline Frederick Thomas Meighan Alice Hollister       | | [ 102 ]       |
| 1917 | Her Secret                                       | Perry N. Vekroff                       | Alice Joyce Harry T. Morey                             | | [ 103 ]       |
| 1917 | Imokawa Mukuzo Genkanban no Maki                 | Ōten Shimokawa                         |                                                        | Primo film animato realizzato e prodotto in Giappone. |               |
| 1917 | Jim Bludso                                       | Tod Browning                           | Wilfred Lucas                                          | | [ 104 ]       |
| 1917 | Life's Whirlpool                                 | Lionel Barrymore                       | Ethel Barrymore                                        | Ultimo film muto diretto da Lionel Barrymore prima dell'avvento del sonoro nel 1929, e l'unico in cui dirige sua sorella in un film. | [ 105 ]       |
| 1917 | Madame du Barry                                  | J. Gordon Edwards                      | Theda Bara Charles Clary                               | | [ 106 ]       |
| 1917 | Magda                                            | Émile Chautard                         | Clara Kimball Young Valda Valkyrien                    | | [ 107 ]       |
| 1917 | Il metodo dell'onore                             | Raoul Walsh                            | Milton Sills Cora Drew                                 | Uno dei primi film di Walsh, e uno dei suoi maggiori successi. | [ 108 ]       |
| 1917 | The Spirit of '76                                | Frank Montgomery                       | John Big Tree William Beery Noah Beery                 | Sequestrato perché mostrava le "atrocità" della British Army durante la Rivoluzione americana e fu considerato dannoso al sostegno americano per l'Inghilterra durante la prima guerra mondiale. | [ 109 ]       |
| 1918 | Il cavaliere dell'Arizona                        | Douglas Fairbanks                      | D. Fairbanks Marguerite De La Motte                    | Tratto dall'omonima opera teatrale di Augustus Thomas. Essendo scaduti i diritti il film sarebbe attualmente di pubblico dominio. | [ 110 ]       |
| 1918 | Il bastardo prussiano                            | Raoul Walsh                            | Miriam Cooper                                          | Uno dei primi film propagandistici della prima guerra mondiale. | [ 111 ]       |
| 1918 | L'avventura marocchina di Douglas                | Allan Dwan                             | D. Fairbanks                                           | | [ 112 ]       |
| 1918 | L'occidente                                      | Albert Capellani Alla Nazimova         | Alla Nazimova                                          | | [ 113 ]       |
| 1918 | The Great Love                                   | David Wark Griffith                    | Lillian Gish                                           | Questo melodramma conteneva reali filmati di Inghilterra e Francia sotto le condizioni della prima guerra mondiale, incluso un bombardamento aereo e un combattimento. | [ 114 ]       |
| 1918 | La fanciulla che cerca amore                     | David Wark Griffith                    | Lillian Gish                                           | Tratto dall'opera L'Occident di Henry Kistemaeckers; ne rimane oggi solo il trailer. | [ 115 ]       |
| 1918 | The Kaiser, the Beast of Berlin                  | Rupert Julian                          | Rupert Julian                                          | Uno dei primi film propagandistici della prima guerra mondiale. | [ 116 ]       |
| 1918 | Little Women                                     | Harvey Knoles                          | Isabel Lamon Dorothy Bernard Lillian Hall Conrad Nagel | Debutto cinematografico di Conrad Negel. | [ 117 ]       |
| 1918 | The Romance of Tarzan                            | Scott Sidney                           | Elmo Lincoln                                           | Secondo film su Tarzan prodotto. | [ 118 ]       |
| 1918 | Salomé                                           | J. Gordon Edwards                      | Theda Bara                                             | | [ 119 ]       |
| 1918 | The Savage Woman                                 | Edmund Mortimer                        | Clara Kimball Young Milton Sills                       | | [ 120 ]       |
| 1918 | Sin dejar rastros                                | Quirino Cristiani                      |                                                        | Il film riguardava il recente incidente causato dal comandante tedesco Baron von Luxburg che fece affondare una nave argentina con l'intento di far cadere l'accusa sulla Triplice intesa. Il film venne confiscato dal Ministero degli Affari Esteri argentino su esplicita richiesta del presidente Hipólito Yrigoyen. Attualmente non rimane traccia di alcuna copia.                                     |               |
| 1918 | That Devil, Bateese                              | William Wolbert                        | Lon Chaney                                             | | [ 121 ]       |
| 1918 | The Woman and the Law                            | Raoul Walsh                            | Jack Connors Miriam Cooper                             | | [ 122 ]       |
| 1919 | Fata di bambole                                  | William Desmond Taylor                 | Mary Miles Minter                                      | Distrutto assieme ad altri del regista per lo scandalo provocato dalla scoperta del rapporto tra lui e la giovanissima protagonista. | [ 123 ]       |
| 1919 | L'asso della stella                              | John Ford                              | Harry Carey Joe Harris Duke R. Lee                     | | [ 124 ]       |
| 1919 | La valanga                                       | George Fitzmaurice                     | Elsie Ferguson                                         | | [ 125 ]       |
| 1919 | Il segreto nero                                  | George B. Seitz                        | Pearl White                                            | | [ 126 ]       |
| 1919 | The Cambric Mask                                 | Tom Terriss                            | Alice Joyce                                            | | [ 127 ]       |
| 1919 | Counterfeit                                      | George Fitzmaurice                     | Elsie Ferguson                                         | | [ 128 ]       |
| 1919 | Evangeline                                       | Raoul Walsh                            | Miriam Cooper                                          | Uno dei film muti di maggior successo di Raoul Walsh. | [ 129 ]       |
| 1919 | The First Men in the Moon                        | J.L.V. Leigh                           | Hector Abbas Lionel D'Aragon                           | Primo film adattato direttamente da un lavoro di H. G. Wells. | [ 130 ]       |
| 1919 | Il gran giuoco                                   | Joseph A. Golden                       | Charles Hutchison                                      | | [ 131 ]       |
| 1919 | Der Herr der Liebe                               | Fritz Lang                             | Carl de Vogt                                           | Questo è l'unico film in cui il regista Fritz Lang ha recitato come attore. | [ 132 ]       |
| 1919 | The Homesteader                                  | Oscar Micheaux                         | Evelyn Preer                                           | Creduto essere il primo "film razziale" composto da cast e troupe di persone di razza nera, per un pubblico di razza bianca. |               |
| 1919 | L'avventuriero dilettante                        | Albert Parker                          | D. Fairbanks William Wellman                           | | [ 133 ]       |
| 1919 | The Lion and the Mouse                           | Tom Terriss                            | Alice Joyce Conrad Nagel                               | Tratto dall'omonima opera teatrale di Charles Klein, portata sullo schermo già da Barry O'Neil nel 1914 e in seguito da Lloyd Bacon nel 1928. | [ 134 ]       |
| 1919 | Lotta per amore                                  | John Ford                              | Harry Carey John Big Tree                              | |               |
| 1919 | The Misleading Widow                             | John S. Robertson                      | Billie Burke                                           | | [ 135 ]       |
| 1919 | Il ragazzo in blu                                | Friedrich Wilhelm Murnau               | Blandine Ebinger                                       | Primo film di Murnau. | [ 136 ]       |
| 1919 | A Society Exile                                  | George Fitzmaurice                     | Elsie Ferguson                                         | | [ 137 ]       |
| 1919 | The Test of Honor                                | John S. Robertson                      | John Barrymore                                         | Primo ruolo drammatico di John Barrymore. | [ 138 ]       |
| 1919 | Uomini segnati                                   | John Ford                              | Harry Carey                                            | | [ 139 ]       |
| 1919 | Dalagang bukid                                   | José Nepomuceno                        | Atang de la Rama                                       | Primo lungometraggio ad essere interamente prodotto nelle Filippine. Come tutte le pellicole del regista, è un film perduto. | [ 140 ]       |

### Anni 1920
| Anno | Film                                          | Regista                        | Cast                                                           | Note | Fonte           |
| ---- | --------------------------------------------- | ------------------------------ | -------------------------------------------------------------- | --- | --------------- |
| 1920 | The Amazing Quest of Mr. Ernest Bliss         | Henry Edwards                  | Henry Edwards Chrissie White                                   | Fa parte della lista dei "75 film più ricercati" dalla BFI. Si pensa che l'ultima copia sia stata distrutta in un falò da Edwards e White durante la seconda guerra mondiale poiché rappresentava un pericolo di incendio.                          | [ 141 ] [ 142 ] |
| 1920 | Bride 13                                      | Richard Stanton                | Marguerite Clayton                                             | | [ 143 ]         |
| 1920 | Drakula                                       |                                |                                                                | Film russo, è la prima versione cinematografica della storia del vampiro di Bram Stoker. | [ 144 ]         |
| 1920 | Fantômas                                      | Edward Sedgwick                | Edward Roseman                                                 | | [ 145 ]         |
| 1920 | Il mostro di Frankenstein                     | Eugenio Testa                  | Luciano Albertini (attore)Luciano Albertini Umberto Guarracino | Si tratta probabilmente del primo film horror italiano in assoluto. |                 |
| 1920 | Il gobbo e la ballerina                       | Friedrich Wilhelm Murnau       | Sascha Gura                                                    | Si pensa che sia andato perduto durante il Nazismo. | [ 146 ]         |
| 1920 | Il grimaldello del diavolo                    | Erich von Stroheim             | Leo White Mae Busch                                            | | [ 147 ]         |
| 1920 | Lady Rose's Daughter                          | Hugh Ford                      | Elsie Ferguson                                                 | | [ 148 ]         |
| 1920 | Nostalgia                                     | Friedrich Wilhelm Murnau       | Conrad Veidt                                                   | |                 |
| 1920 | Il principe di Avenue A                       | John Ford                      | James J. Corbett Richard Cummings                              | | [ 149 ]         |
| 1920 | The Revenge of Tarzan                         | Harry Revier George M. Merrick | Gene Pollar                                                    | Terzo film su Tarzan prodotto. | [ 150 ]         |
| 1920 | Sera... notte... mattino                      | Friedrich Wilhelm Murnau       | Conrad Veidt                                                   | Film tedesco, conosciuto anche coi nomi di Bojazzo e Longing. Bojazzo è il nome tedesco dell'opera Pagliacci di Ruggero Leoncavallo. | [ 151 ]         |
| 1920 | L'isola del tesoro                            | Maurice Tourneur               | Shirley Mason Charles Ogle Lon Chaney                          | Sontuosa produzione del romanzo di Stevenson, con alcune presunte sequenze a colori. | [ 152 ]         |
| 1921 | The Avenging Arrow                            | William Bowman W. S. Van Dyke  | John Big Tree                                                  | |                 |
| 1921 | Cousin Kate                                   | Mrs. Sidney Drew               | Alice Joyce                                                    | | [ 153 ]         |
| 1921 | Disraeli                                      | Henry Kolker                   | George Arliss                                                  | Il film venne proiettato nella sua interezza al MOMA nel 1947. Oggi ne sopravvivono solo tre rulli, custoditi al George Eastman House. | [ 154 ]         |
| 1921 | Giovinezza                                    | George Fitzmaurice             | Richard Barthelmess Lilyan Tashman Marjorie Daw                | | [ 155 ]         |
| 1921 | La vita è un sogno                            | George Fitzmaurice             | Elsie Ferguson Wallace Reid                                    | Versione cinematografica dell'opera di George du Maurier "Peter Ibbetson". | [ 156 ]         |
| 1921 | The Gunsaulus Mystery                         | Oscar Micheaux                 | Evelyn Preer                                                   | Ispirato dall'omicidio di Mary Phagan avvenuto nel 1913, Leo Frank venne accusato colpevole e linciato. | [ 157 ]         |
| 1921 | Povertà                                       | Edward José                    | Alice Joyce                                                    | | [ 158 ]         |
| 1921 | Humor Risk                                    | Richard Smith                  | Fratelli Marx                                                  | Primo film dei fratelli Marx. Si pensa che sia stato proiettato una volta sola in un teatro. | [ 159 ]         |
| 1921 | The Inner Chamber                             | Edward José                    | Alice Joyce                                                    | | [ 160 ]         |
| 1921 | The Lotus Eater                               | Marshall Neilan                | John Barrymore Colleen Moore                                   | Conteneva scene tropicali filmate in parte nell'Isola di Santa Catalina (California), e in Florida. | [ 161 ]         |
| 1921 | Marizza, detta la signora dei contrabbandieri | F. W. Murnau                   | Tzwetta Tzaschewa Adele Sandrock                               | Le copie conosciute andarono perse durante il nazismo. Ne rimangono pochi frammenti del primo rullo, custoditi negli archivi della Cineteca Nazionale.                                                                                              | [ 162 ]         |
| 1921 | La regina di Saba                             | J. Gordon Edwards              | Betty Blythe                                                   | Rimangono a oggi soltanto 3 minuti di pellicola. Mostra un'elaborata corsa in carrozza allestita da Tom Mix. | [ 163 ]         |
| 1921 | Sbaragliare la concorrenza                    | John Ford                      | Harry Carey                                                    | | [ 164 ]         |
| 1921 | Sentimental Tommy                             | John S. Robertson              | Gareth Hughes                                                  | Uno dei maggiori successi della Paramount del 1921. | [ 165 ]         |
| 1922 | Ali d'argento                                 | Edwin Carewe John Ford         | Mary Carr                                                      | Ford diresse solo il prologo. Essendo scaduti i diritti, il film sarebbe attualmente di pubblico dominio. | [ 166 ]         |
| 1922 | The Beautiful and Damned                      | William A. Seiter              | Kenneth Harlan Marie Prevost                                   | Adattamento cinematografico del secondo romanzo di Francis Scott Fitzgerald, prodotto dalla Warner Bros. | [ 167 ]         |
| 1922 | A Blind Bargain                               | Wallace Worsley                | Lon Chaney                                                     | Negativo distrutto dalla MGM nel 1931. L'ultima copia conosciuta venne persa in un incendio che colpì la MGM nel 1967. | [ 168 ]         |
| 1922 | Channing of the Northwest                     | Ralph Ince                     | Eugene O'Brien                                                 | | [ 169 ]         |
| 1922 | Clarence                                      | William C. deMille             | Wallace Reid Adolphe Menjou                                    | | [ 170 ]         |
| 1922 | La pitonessa                                  | King Baggot                    | Gladys Walton Spottiswoode Aitken                              | | [ 171 ]         |
| 1922 | Buffalo Bill                                  | Edward Laemmle                 | Art Acord Duke R. Lee                                          | Serial prodotto dalla Universal composto di 18 episodi. | [ 172 ]         |
| 1922 | The Man from Home                             | George Fitzmaurice             | James Kirkwood Anna Q. Nilsson                                 | Girato a Roma e dintorni tra l'ottobre e il novembre 1921. Alfred Hitchcock viene accreditato come scenografo e designer dei titoli. | [ 173 ]         |
| 1922 | One Glorious Day                              | James Cruze                    | Will Rogers                                                    | È possibile che ne esista ancora una copia in nitrato. | [ 174 ]         |
| 1922 | Uncle Jasper's Will                           | Oscar Micheaux                 | William Fountaine Shingzie Howard                              | Sequel del film Within Our Gates del 1920. | [ 175 ]         |
| 1922 | The Power of Love                             | Henry MacRae                   | Elliot Sparling Barbara Bedford                                | Primo film 3D. | [ 176 ] [ 177 ] |
| 1922 | The Virgin of the Seminole                    | Oscar Micheaux                 | Louise Borden                                                  | | [ 178 ]         |
| 1923 | 813                                           | Kenji Mizoguchi                | Mariko Aoyama                                                  | |                 |
| 1923 | Adam's Rib                                    | Cecil B. DeMille               | Milton Sills Elliott Dexter Theodore Kosloff                   | Vi è una possibilità che una copia del film sia conservata nel George Eastman House. Sopravvivono diverse immagini. | [ 180 ]         |
| 1923 | The Courtship of Miles Standish               | Frederick Sullivan             | Charles Ray                                                    | Questa produzione mandò in bancarotta l'attore Charles Ray e rischiò di porre fine alla sua carriera. Per questo film venne riprodotta una replica della Mayflower di grandezza pari all'originale.                                                 | [ 181 ]         |
| 1923 | The Daring Years                              | Kenneth Webb                   | Mildred Harris Charles Emmett Mack Clara Bow                   | | [ 182 ]         |
| 1923 | Drakula halála                                | Károly Lajthay                 | Paul Askonas Carl Goetz                                        | Seconda versione cinematografica su Dracula, di produzione ungherese, precede Nosferatu il vampiro di oltre un anno. | [ 183 ]         |
| 1923 | Dulcy                                         | Sidney Franklin                | Constance Talmadge                                             | | [ 184 ]         |
| 1923 | Gli artigli dell'aquila                       | Duke Worne                     | Fred Thomson                                                   | Serial composto da 15 episodi, venne prodotto (anche se il suo nome non appare nei titoli di testa) da Joseph P. Kennedy, il magnate padre del futuro presidente degli Stati Uniti John Fitzgerald Kennedy.                                         | [ 185 ]         |
| 1923 | The Eternal City                              | George Fitzmaurice             | Lionel Barrymore Barbara La Marr Bert Lytell                   | Girato parzialmente a Roma. | [ 186 ]         |
| 1923 | La fiera delle vanità                         | Hugo Ballin                    | Mabel Ballin                                                   | Film prodotto da Samuel Goldwyn, contenente sequenze in Prizmacolor. | [ 187 ]         |
| 1923 | Flaming Youth                                 | John Francis Dillon            | Colleen Moore Milton Sills                                     | A oggi ne rimane un rullo. | [ 188 ]         |
| 1923 | The Ghost City                                | Jay Marchant                   | Pete Morrison                                                  | | [ 189 ]         |
| 1923 | Hollywood                                     | James Cruze                    |                                                                | Conteneva decine di camei di star dell'epoca del muto che interpretavano sé stesse, tra le quali Mary Pickford, Douglas Fairbanks, Gloria Swanson, Will Rogers, Mary Astor, Cecil B. DeMille e Charlie Chaplin.                                     | [ 190 ]         |
| 1923 | Human Wreckage                                | John Griffith Wray             | Dorothy Davenport Bessie Love                                  | Prima rappresentazione della tossicodependenza (all'epoca considerata ancora un tabù), basata sull'attore Wallace Reid, Marito di Dorothy Davenport.                                                                                                | [ 191 ]         |
| 1923 | The Isle of Lost Ships                        | Maurice Tourneur               | Anna Q. Nilsson Milton Sills                                   | Storia di una nave catturata, dispersa o scomparsa nel Mar dei Sargassi; quell'area divenne in seguito ancora più famosa in seguito alle sparizioni del triangolo delle Bermuda.                                                                    | [ 192 ]         |
| 1923 | On the Banks of the Wabash                    | James Stuart Blackton          | Mary Carr Madge Evans Burr McIntosh                            | | [ 193 ]         |
| 1923 | Paraocchi                                     | John Ford                      | David Butler Gladys Hulette                                    | | [ 194 ]         |
| 1923 | Where the Pavement Ends                       | Rex Ingram                     | Ramón Novarro Alice Terry                                      | Girato in Florida e Cuba. | [ 195 ]         |
| 1923 | Gli applausi del mondo                        | William C. deMille             | Bebe Daniels                                                   | | [ 196 ]         |
| 1924 | Babbitt                                       | Harry Beaumont                 | Willard Louis Mary Alden Carmel Myers                          | Primo adattamento dell'omonimo romanzo di Sinclair Lewis. | [ 197 ]         |
| 1924 | The City of Beautiful Nonsense                | Henry Edwards                  | Henry Edwards Chrissie White James Lindsay                     | Si crede che l'ultima copia sia andata distrutta in un falò durante la seconda guerra mondiale da Edwards e White a causa del pericolo di incendio che rappresentava.                                                                               | [ 142 ]         |
| 1924 | The Dangerous Flirt                           | Tod Browning                   | Evelyn Brent                                                   | | [ 198 ]         |
| 1924 | L'espulsione                                  | Friedrich Wilhelm Murnau       | Carl Goetz                                                     | Il film è andato distrutto durante la seconda guerra mondiale. |                 |
| 1924 | Anime nel turbine                             | Cecil B. DeMille               | Rod La Rocque                                                  | | [ 199 ]         |
| 1924 | Gold Heels                                    | W. S. Van Dyke                 | Robert Agnew                                                   | Parzialmente ispirato dall'omonimo cavallo da corsa. | [ 200 ]         |
| 1924 | Tra moglie e marito                           | Robert G. Vignola              | Pauline Frederick Conrad Nagel Mae Busch                       | La pellicola andò persa a causa di un incendio che colpì gli archivi della MGM nei primi anni sessanta. | [ 201 ] [ 202 ] |
| 1924 | Merton of the Movies                          | James Cruze                    | Glenn Hunter                                                   | Definito dal New York Times uno dei migliori film del 1924. | [ 203 ]         |
| 1924 | Notte nuziale                                 | Joseph Henabery                | Rodolfo Valentino Nita Naldi                                   | Ne è sopravvissuto meno di un rullo. | [ 204 ]         |
| 1924 | Sinners in Heaven                             | Alan Crosland                  | Bebe Daniels Richard Dix                                       | | [ 205 ]         |
| 1924 | So Big                                        | Charles Brabin                 | Colleen Moore                                                  | | [ 206 ]         |
| 1924 | L'errante senza colpa                         | Irvin Willat                   | Billie Dove                                                    | Girato in Technicolor. L'unica copia esistente, che era in possesso del regista, si disintegrò nel 1971. | [ 207 ]         |
| 1924 | The World of Wonderful Reality                | Henry Edwards                  | Henry Edwards Chrissie White James Lindsay Henry Vibart        | Si crede che l'ultima copia sia andata distrutta in un falò durante la seconda guerra mondiale da Edwards e White a causa del pericolo di incendio che rappresentava.                                                                               | [ 142 ]         |
| 1925 | I tre moschettieri del varietà                | William Beaudine               | Dorothy Devore Louise Fazenda Willard Louis                    | | [ 208 ]         |
| 1925 | Follie                                        | Allan Dwan                     | Gloria Swanson                                                 | Alcune sequenze presentavano fotogrammi in Technicolor. | [ 209 ]         |
| 1925 | Corazón Aymara                                | Pedro Sambarino                |                                                                | Prima fiction di produzione boliviana. |                 |
| 1925 | Cuore di combattente                          | John Ford                      | George O'Brien Billie Dove                                     | | [ 210 ]         |
| 1925 | The Dark Angel                                | George Fitzmaurice             | Vilma Bánky Ronald Colman                                      | Definito dal New York Times uno dei migliori film del 1925. | [ 211 ]         |
| 1925 | Grazie!                                       | John Ford                      | Alec B. Francis                                                | | [ 212 ]         |
| 1925 | Frontiera d'anime                             | Reginald Barker                | Alice Terry Conway Tearle Wallace Beery                        | | [ 213 ]         |
| 1925 | His Supreme Moment                            | George Fitzmaurice             | Blanche Sweet Ronald Colman Anna May Wong                      | | [ 214 ]         |
| 1925 | The Little French Girl                        | Herbert Brenon                 | Mary Brian Neil Hamilton Alice Joyce                           | Girato a Hamilton, nelle Bermuda. Prodotto dalla Famous Players (la futura Paramount). | [ 215 ]         |
| 1925 | Madame Sans-Gêne                              | Léonce Perret                  | Gloria Swanson                                                 | Girato interamente in Francia, ne esiste il trailer. | [ 216 ]         |
| 1925 | La profecía del lago                          | José Maria Velasco Maidana     |                                                                | Seconda fiction di produzione boliviana; venne proibito e non fu mai distribuito. |                 |
| 1925 | L'uragano                                     | David Wark Griffith            | W. C. Fields                                                   | Per creare la sequenza di un tornado Griffith usò 24 eliche di aeroplano. | [ 217 ]         |
| 1925 | We Moderns                                    | John Francis Dillon            | Colleen Moore                                                  | Sequel del film Flaming Youth con Colleen Moore. | [ 218 ]         |
| 1926 | Asso di cuori                                 | Luther Reed                    | Adolphe Menjou Alice Joyce Norman Pritchard                    | Il film venne bandito dalla British Board of Film Censors nel 1927. | [ 219 ]         |
| 1926 | L'aquila della montagna                       | Alfred Hitchcock               | Nita Naldi                                                     | Unico film perduto di Hitchcock. | [ 220 ]         |
| 1926 | La danzatrice dei tropici                     | Maurice Tourneur               | Gilda Gray William Powell                                      | Girato a Porto Rico e alle Bermuda. | [ 221 ]         |
| 1926 | Arirang                                       | Na Woon-gyu                    | Na Woon-gyu                                                    | Film diproduzione coreana; andò probabilmente perduto, come la maggior parte dei film muti coreani, durante i bombardamenti della Guerra di Corea. Si vociferò di una copia in possesso di un collezionista giapponese che morì nel febbraio 2005.  | [ 222 ] [ 223 ] |
| 1926 | The Boy Friend                                | Monta Bell                     | Marceline Day John Harron                                      | | [ 224 ]         |
| 1926 | Una donna del mare                            | Josef von Sternberg            | Edna Purviance                                                 | Prodotto da Charlie Chaplin, distrutto da Chaplin stesso nel 1933 come voce deducibile. | [ 225 ]         |
| 1926 | The Cat's Pajamas                             | William A. Wellman             | Betty Bronson                                                  | | [ 226 ]         |
| 1926 | The Great Gatsby                              | Herbert Brenon                 | Warner Baxter Lois Wilson William Powell                       | Prima versione cinematografica del romanzo di F. Scott Fitzgerald. Ne esiste il trailer. | [ 227 ]         |
| 1926 | Gwiaździsta eskadra                           | Leonard Buczkowski             | Barbara Orwid                                                  | Storia di un soldato americano in combattimento contro i bolscevichi durante la Guerra sovietico-polacca del 1918-1920. Tutte le copie furono sottratte o distrutte dalle armate sovietiche dopo il 1945.                                           | [ 228 ]         |
| 1926 | Just Another Blonde                           | Alfred Santell                 | Dorothy Mackaill                                               | 20 minuti frammentari sono stati ritrovati e custoditi presso l'UCLA Film and Television Archive. | [ 229 ]         |
| 1926 | London                                        | Herbert Wilcox                 | Dorothy Gish                                                   | Fa parte della lista dei "75 film più ricercati" dalla BFI. | [ 230 ]         |
| 1926 | Bolidi in corsa                               | Howard Hawks                   | May McAvoy                                                     | Primo film ufficiale di Howard Hawks nella veste di regista. | [ 231 ]         |
| 1926 | A Social Celebrity                            | Malcolm St. Clair              | Adolphe Menjou Louise Brooks                                   | Nel 1957 una copia si deteriorò, e più tardi un'altra andò distrutta in un incendio. | [ 232 ]         |
| 1927 | L'altare dei desideri                         | Christy Cabanne                | Mae Murray Conway Tearle                                       | | [ 233 ]         |
| 1927 | Babe Comes Home                               | Ted Wilde                      | Babe Ruth Anna Q. Nilsson                                      | | [ 234 ]         |
| 1927 | La signora dalle camelie                      | Fred Niblo                     | Norma Talmadge                                                 | Sono stati trovati tre rulli del negativo originale in nitrato in 35 mm. | [ 235 ] [ 236 ] |
| 1927 | The City Gone Wild                            | James Cruze                    | Louise Brooks                                                  | Primo gangster diretto da James Cruze, con titoli di Herman J. Mankiewicz. | [ 237 ]         |
| 1927 | La duchessa d'Alba                            | Paul L. Stein                  | Irene Rich                                                     | | [ 238 ]         |
| 1927 | Il signore della notte                        | Luther Reed                    | Adolphe Menjou Louise Brooks                                   | | [ 239 ]         |
| 1927 | Il fantasma del castello                      | Tod Browning                   | Lon Chaney Marceline Day                                       | Lon Chaney ricoprì sia il ruolo dell'antagonista che del detective che gli dà la caccia. Ricostruito nel 2002 usando la sceneggiatura e i fotogrammi originali. L'ultima copia conosciuta venne distrutta in un incendio che colpi la MGM nel 1967. | [ 240 ]         |
| 1927 | The Gateway of the Moon                       | John Griffith Wray             | Dolores del Río Walter Pidgeon                                 | |                 |
| 1927 | Giù i cappelli                                | Hal Yates                      | Stanlio e Ollio                                                | Unico film interamente perduto della coppia. | [ 241 ]         |
| 1927 | Gua ming de fu qi                             | Wancang Bu                     | Ruan Lingyu                                                    | Film cinese, venne girato a Shanghai. |                 |
| 1927 | The House Behind the Cedars                   | Oscar Micheaux                 | Shingzie Howard Andrew Bishop                                  | Basato sul romanzo di Charles W. Chesnutt. |                 |
| 1927 | Husband Hunters                               | John Adolfi                    | Mae Busch Jean Arthur                                          | | [ 242 ]         |
| 1927 | King of the Jungle                            | Webster Cullison               | Elmo Lincoln                                                   | Ne rimane ad oggi solo una copia del trailer. | [ 243 ]         |
| 1927 | Il manto di ermellino                         | James Flood                    | Corinne Griffith                                               | | [ 244 ]         |
| 1927 | Marquitta                                     | Jean Renoir                    | Marie-Louise Iribe                                             | | [ 245 ] [ 246 ] |
| 1927 | The Masked Menace                             | Arch Heath                     | Jean Arthur Larry Kent                                         | Girato a Berlin. |                 |
| 1927 | Nel gorgo del peccato                         | Victor Fleming                 | Emil Jannings                                                  | Unico film perduto ad aver vinto un premio Oscar. Due frammenti, della durata totale di circa 7 minuti, sono stati ritrovati. | [ 247 ]         |
| 1927 | The Potters                                   | Fred C. Newmeyer               | W. C. Fields                                                   | |                 |
| 1927 | Per l'amore di Mike                           | Frank Capra                    | Claudette Colbert                                              | Debutto sugli schermi di Claudette Colbert. | [ 248 ]         |
| 1927 | Zange no yaiba                                | Yasujirō Ozu                   |                                                                | Primo film del regista giapponese. | [ 249 ]         |
| 1927 | Rolled Stockings                              | Richard Rosson                 | James Hall Louise Brooks                                       | Filmato a Berkeley. | [ 250 ]         |
| 1927 | Una maschietta tutto pepe                     | Frank R. Strayer               | Clara Bow Reed Howes                                           | | [ 251 ]         |
| 1927 | Taxi! Taxi!                                   | Melville W. Brown              | Edward Everett Horton                                          | |                 |
| 1928 | L'attrice                                     | Sidney Franklin                | Norma Shearer                                                  | | [ 252 ]         |
| 1928 | Baiyun Ta                                     | Shichuan Zhang Zhengqiu Zheng  | Ruan Lingyu                                                    | |                 |
| 1928 | Cocktail Martini                              | Harry d'Abbadie d'Arrast       | Mary Astor                                                     | |                 |
| 1928 | Hikkoshi fūfu                                 | Yasujirō Ozu                   | Chishū Ryū                                                     | | [ 253 ]         |
| 1928 | La grande città                               | Tod Browning                   | Lon Chaney Betty Compson                                       | Una copia sopravvissuta fu rinvenuta in Australia negli anni cinquanta e, tornata in possesso della MGM, conservata negli archivi degli studios, fu distrutta in un incendio scoppiato nel 1967.                                                    | [ 254 ]         |
| 1928 | Il filo di Arianna                            | Dorothy Arzner                 | Nancy Carroll                                                  | |                 |
| 1928 | Huo shao hong lian si                         | Zhang Shichuan                 | Die Hu Jie Tang                                                | Considerato essere uno dei film più lunghi mai prodotti, distribuito in 19 parti dal 1928 al 1931 con una durata totale di 27 ore. Degno di nota per essere il primo film riguardante le arti marziali.                                             | [ 255 ]         |
| 1928 | Ladies of the Mob                             | William Wellman                | Clara Bow                                                      | |                 |
| 1928 | The Last Moment                               | Pál Fejös                      | Georgia Hale Otto Matieson                                     | Film sperimentale muto con dialoghi ma senza sottotitoli. |                 |
| 1928 | I lupi della City                             | Michael Curtiz                 | Dolores Costello Conrad Nagel                                  | Secondo lungometraggio ad avere sequenze di dialogo sincronizzato. |                 |
| 1928 | Il misterioso Jimmy                           | Jack Conway                    | William Haines Lionel Barrymore                                | Distribuito sia in versione muto che parzialmente sonoro. | [ 256 ]         |
| 1928 | Naufraghi dell'amore                          | Gregory La Cava                | Esther Ralston Gary Cooper                                     | | [ 257 ]         |
| 1928 | I quattro diavoli                             | Friedrich Wilhelm Murnau       | Janet Gaynor                                                   | Considerato dal New York Times uno dei migliori film del 1928. | [ 258 ]         |
| 1928 | Quello che donna vuole...                     | Clarence G. Badger             | Clara Bow                                                      | Film muto parzialmente a colori. Un frammento della pellicola (un positivo 35 mm) viene conservato negli archivi dell'UCLA. |                 |
| 1928 | La retata                                     | Josef von Sternberg            | William Powell Evelyn Brent                                    | |                 |
| 1928 | Il risveglio                                  | Victor Fleming                 | Vilma Bánky                                                    | | [ 259 ]         |
| 1928 | I signori preferiscono le bionde              | Malcolm St. Clair              | Alice White Ruth Taylor                                        | Prima versione del romanzo di Anita Loos. |                 |
| 1928 | Sotto processo                                | Archie Mayo                    | Pauline Frederick Lois Wilson                                  | |                 |
| 1928 | La squadriglia degli eroi                     | William A. Wellman             | Fay Wray Gary Cooper                                           | |                 |
| 1928 | Take Me Home                                  | Marshall Neilan                | Bebe Daniels Neil Hamilton                                     | |                 |
| 1928 | Tarzan the Mighty                             | Jack Nelson Ray Taylor         | Frank Merrill                                                  | Settimo film su Tarzan. |                 |
| 1928 | Thérèse Raquin                                | Jacques Feyder                 | Gina Manès                                                     | |                 |
| 1928 | La via del male                               | Mauritz Stiller                | Emil Jannings Fay Wray                                         | | [ 260 ]         |
| 1928 | La via delle stelle                           | Howard Hawks                   | Arthur Lake                                                    | Primo film sull'aviazione di Hawks. |                 |
| 1928 | Women They Talk About                         | Lloyd Bacon                    | Irene Rich                                                     | Uno dei primi film interamente sonori. |                 |
| 1928 | Lo zar folle                                  | Ernst Lubitsch                 | Emil Jannings                                                  | Vinse un premio Oscar per la migliore sceneggiatura non originale nella consegna dell'aprile 1930. È inoltre l'unico film perduto ad essere stato candidato all'Oscar per il miglior film.                                                          |                 |
| 1929 | The Ace of Scotland Yard                      | Ray Taylor                     | Crauford Kent                                                  | | [ 261 ]         |
| 1929 | The Awful Truth                               | Marshall Neilan                | Ina Claire                                                     | Rifatto nel 1937 con Cary Grant e Irene Dunne. |                 |
| 1929 | The Cavalier                                  | Irvin Willat                   | Richard Talmadge                                               | Film parzialmente sonoro distribuito con musiche ed effetti sonori della Tiffany Productions. |                 |
| 1929 | Cuori in esilio                               | Michael Curtiz                 | Dolores Costello Grant Withers                                 | Parzialmente sonoro. |                 |
| 1929 | Fancy Baggage                                 | John Adolfi                    | Audrey Ferris Myrna Loy                                        | Film parzialmente sonoro prodotto dalla Warner Bros., non ne rimane nessuna traccia. |                 |
| 1929 | The Fatal Warning                             | Richard Thorpe                 | Ralph Graves Helene Costello                                   | |                 |
| 1929 | Forzuto                                       | John Ford                      | Victor McLaglen Leatrice Joy                                   | |                 |
| 1929 | Giustizia dei ghiacci                         | Allan Dwan                     | Crauford Kent                                                  | Lenore Ulric Robert Frazer | [ 262 ]         |
| 1929 | Is Everybody Happy?                           | Archie Mayo                    | Ted Lewis                                                      | La colonna sonora completa e un rullo sopravvivono. |                 |
| 1929 | Mademoiselle Fifì                             | William A. Seiter              | Colleen Moore                                                  | |                 |
| 1929 | Maritati ad Hollywood                         | Marcel Silver                  | Walter Catlett                                                 | |                 |
| 1929 | Queen of the Night Clubs                      | Bryan Foy                      | Texas Guinan                                                   | Una breve clip è stata inclusa nel film Winner Take All del 1932 con James Cagney. |                 |
| 1929 | Red Hot Rhythm                                | Leo McCarey                    | Alan Hale                                                      | Parzialmente in Technicolor. Rimane soltanto la sigla a colori. |                 |
| 1929 | Romanzo d'amore                               | Josef von Sternberg            |                                                                | Un segmento di quattro minuti è stato proiettato al festival Giornate del cinema muto di Pordenone nel 2003. |                 |
| 1929 | Smiling Irish Eyes                            | William A. Seiter              | Colleen Moore                                                  | |                 |
| 1929 | Sonny Boy                                     | Archie Mayo                    | Edward Everett Horton                                          | |                 |
| 1929 | Hit the Deck                                  | Luther Reed                    | Jack Oakie Polly Walker                                        | Parzialmente in Technicolor, ne sopravvivono solo la colonna sonora e un rullo. |                 |
| 1929 | This Thing Called Love                        | Paul L. Stein                  | Constance Bennett                                              | Film parzialmente in Technicolor distribuito dalla Pathé. |                 |

## Film sonori

### Anni 1930
| Anno | Film                            | Regista                          | Cast                                          | Note | Fonte           |  |
| ---- | ------------------------------- | -------------------------------- | --------------------------------------------- | --- | --------------- |  |
| 1930 | The Case of Sergeant Grischa    | Herbert Brenon                   | Chester Morris                                | Candidato all'Oscar per il miglior sonoro. |                 |  |
| 1930 | The Cat Creeps                  | Rupert Julian                    | Helen Twelvetrees                             | Remake sonoro del film Il castello degli spettri (1927). Un breve segmento di The Cat Creeps incluso nel film Boo del 1932 è l'unica parte del film ancora esistente. |                 |  |
| 1930 | Che tipo di vedova!             | Allan Dwan                       | Gloria Swanson                                | |                 |  |
| 1930 | A Daughter of the Congo         | Oscar Micheaux                   | Lorenzo Tucker                                | Ultimo film muto di Oscar Micheaux. |                 |  |
| 1930 | An Elastic Affair               | Alfred Hitchcock                 | Cyril Butcher                                 | Breve film girato da Hitchcock per cerimonie di premiazione al London Palladium nel gennaio 1930. |                 |  |
| 1930 | Ashi ni sawatta kōun            | Yasujirō Ozu                     | Tomio Aoki Mitsuko Ichimura                   | Il film è stato distribuito esclusivamente in Giappone. È andato perduto nel corso dei bombardamenti della seconda guerra mondiale. | [ 263 ]         |  |
| 1930 | Georgia Rose                    | Harry Gant                       | Evelyn Preer Clarence Brooks                  | |                 |  |
| 1930 | The Girl of the Golden West     | John Francis Dillon              | Ann Harding                                   | | [ 264 ]         |  |
| 1930 | Hold Everything                 | Roy Del Ruth                     | Winnie Lightner Joe E. Brown                  | Film in Technicolor, la colonna sonora completa si trova sui dischi Vitaphone. |                 |  |
| 1930 | Kekkongaku nyūmon               | Yasujirō Ozu                     | Tatsuo Saito                                  | Andato perduto durante i bombardamenti della seconda guerra mondiale. | [ 265 ]         |  |
| 1930 | Leathernecking                  | Edward F. Cline                  | Irene Dunne                                   | Primo film per Irene Dunne. |                 |  |
| 1930 | Lummox                          | Herbert Brenon                   | Ben Lyon Winifred Westover                    | |                 |  |
| 1930 | The Man from Blankley's         | Alfred E. Green                  | John Barrymore Loretta Young                  | La colonna sonora completa si trova sui dischi Vitaphone. |                 |  |
| 1930 | Il mendicante di Bagdad         | John Francis Dillon              | Loretta Young Otis Skinner                    | La colonna sonora completa si trova sui dischi Vitaphone. | [ 266 ]         |  |
| 1930 | Le rose della castellana        | John Francis Dillon              | Vivienne Segal                                | Film in Technicolor, la colonna sonora completa esiste sui dischi Vitaphone. |                 |  |
| 1930 | Song of the Flame               | Alan Crosland                    | Bernice Claire Alexander Gray Noah Beery      | Nominato all'Oscar per il miglior sonoro. Rimangono i dischi sonori di 5 dei 9 rulli. |                 |  |
| 1930 | Song of the West                | Ray Enright                      | John Boles Vivienne Segal Joe E. Brown        | Film interamente in Technicolor, la colonna sonora completa si trova su dischi Vitaphone. |                 |  |
| 1930 | Ye cao xian hua                 | Sun Yu                           | Ruan Lingyu                                   | |                 |  |
| 1930 | Wild Flowers                    | Sun Yu                           | Ruan Lingyu                                   | |                 |  |
| 1931 | The Age for Love                | Frank Lloyd                      | Billie Dove                                   | |                 |  |
| 1931 | Alam Ara                        | Ardeshir Irani                   | Master Vithal                                 | Primo film sonoro indiano. |                 |  |
| 1931 | L'artiglio rosa                 | Lloyd Bacon                      | Warren William Bebe Daniels                   | |                 |  |
| 1931 | Bhakta Prahlada                 | H.M. Reddy                       | Surabhi Kamalabai                             | Primo film sonoro in lingua telugu. | [ 267 ]         |  |
| 1931 | La crociera del delitto         | Hamilton MacFadden               | Warner Oland                                  | Esiste una versione in spagnolo con un cast diverso. Rimane ad oggi soltanto il trailer. | [ 268 ]         |  |
| 1931 | Fanny Foley Herself             | Melville W. Brown                | Edna May Oliver                               | Film interamente in Technicolor. |                 |  |
| 1931 | Peludópolis                     | Quirino Cristiani                |                                               | Film di produzione argentina. |                 |  |
| 1931 | La resa di papà                 | William Beaudine                 | Leon Janney Lewis Stone                       | |                 |  |
| 1931 | Woman Hungry                    | Clarence G. Badger               | Lila Lee                                      | Film interamente in Technicolor. |                 |  |
| 1932 | Charlie Chan's Chance           | John G. Blystone                 | Warner Oland                                  | Sesto film della serie Charlie Chan e terzo con Warner Oland. | [ 269 ]         |  |
| 1932 | The Missing Rembrandt           | Leslie S. Hiscott                | Arthur Wontner                                | Secondo film della serie Sherlock Holmes. |                 |  |
| 1932 | Walking Down Broadway           | Erich von Stroheim               | James Dunn Boots Mallory ZaSu Pitts           | Bloccato prima della distribuzione nelle sale, è stato riedito con il titolo di Scendendo lungo Broadway; la versione originale è andata perduta. | [ 270 ]         |  |
| 1933 | Il caso Haller                  | Alessandro Blasetti              | Marta Abba Memo Benassi                       | Remake del film tedesco Der Andere del 1930. | [ 270 ]         |  |
| 1933 | Charlie Chan's Greatest Case    | Hamilton MacFadden               | Warner Oland Heather Angel                    | | [ 271 ] [ 272 ] |  |
| 1933 | Chikara to Onna no Yo no Naka   | Kenzō Masaoka                    |                                               | Primo anime sonoro. |                 |  |
| 1933 | Convention City                 | Joan Blondell Dick Powell        | Adolphe Menjou Mary Astor                     | |                 |  |
| 1933 | The Monkey's Paw                | Ernest B. Schoedsack             | Ivan F. Simpson Louise Carter C. Aubrey Smith | Adattamento cinematografico della storia horror di W. W. Jacobs. |                 |  |
| 1933 | Night in the City               | Fei Mu                           | Ruan Lingyu Jin Yan                           | Primo film di Fei Mu, uno dei più grandi registi cinesi. |                 |  |
| 1933 | Stop, Sadie, Stop               | Jack Cummings                    | Ted Healy                                     | Questo film non è mai stato distribuito, ne venne fatta solo una copia. |                 |  |
| 1933 | Wasei Kingu Kongu               | Torajiro Saito                   | Isamu Yamaguchi                               | Corto giapponese basato sulla storia di King Kong e primo film riguardo al mostro Kaijū, ha preceduto Godzilla di 21 anni. | [ 273 ]         |  |
| 1934 | Il calore bianco                | Lois Weber                       | Virginia Cherrill Mona Maris Hardie Albright  | Ultimo film diretto da Lois Weber. | [ 274 ]         |  |
| 1934 | Charlie Chan's Courage          | Eugene Forde George Hadden       | Warner Oland                                  | Seconda versione delle avventure di Charlie Chan. La versione del 1927 esiste tutt'oggi. |                 |  |
| 1934 | L'impiegata di papà             | Alessandro Blasetti              | Memo Benassi Elsa De Giorgi                   | Remake del film tedesco Ritorno alla felicità. | [ 275 ]         |  |
| 1934 | Murder at Monte Carlo           | Ralph Ince                       | Errol Flynn                                   | Primo film di produzione inglese per Errol Flynn. |                 |  |
| 1934 | The Scarab Murder Case          | Michael Hankinson                | Wilfrid Hyde-White                            | Film su Philo Vance. |                 |  |
| 1935 | Dark World                      | Bernard Vorhaus                  | Tamara Desni Leon Quartermaine Googie Withers | Distribuito solo nel Regno Unito. |                 |  |
| 1935 | The Magic Shoes                 |                                  | Peter Finch                                   | Completato ma mai distribuito. |                 |  |
| 1936 | Pareh - Il canto della risaia   | Albert Balink, Mannus Franken    | Rd Mochtar                                    | Film indonesiano prodotto nelle Indie orientali olandesi, con manovalanza proveniente dai Paesi Bassi. La pellicola probabilmente andò bruciata. |                 |  |
| 1937 | Bežin lug ("Il prato di Bežin") | Sergej Michajlovič Ėjzenštejn    | Viktor Kartashov                              | Film sovietico non distribuito. I rulli furono distrutti dagli apparati sovietici. | [ 276 ] [ 277 ] |  |
| 1937 | Terang Boelan                   | Albert Balink                    | Rd Mochtar, Roekiah                           | Film indonesiano prodotto nelle Indie orientali olandesi, il cui enorme successo commerciale diede un impulso alla morente industria cinematografica locale. La pellicola probabilmente andò bruciata. |                 |  |
| 1938 | Edo ni arawareta Kingu Kongu    | Sōya Kumagai                     | Eizaburo Matsumoto                            | Film giapponese sul Kaijū. Andò probabilmente perduto durante la seconda guerra mondiale. | [ 278 ]         |  |
| 1938 | On the Niemnem                  | Wanda Jakubowska Karol Szolowski |                                               | Alla censura nazista piacque il valore artistico del film, ma non ammetteva la proiezione di un film saldamente radicato sulla storia polacca. Venne quindi doppiato e rimontato per modificarlo a favore della propaganda tedesca. Tre delle cinque copie esistenti vennero nascoste nell'inverno del 1939. Oggi il film è considerato perduto. | [ 279 ]         |  |
| 1938 | Fatima                          | Joshua ed Othniel Wong           | Rd Mochtar, Roekiah                           | Film indonesiano prodotto nelle Indie orientali olandesi, che contribuì a far rinascere la morente industria cinematografica locale. La pellicola probabilmente andò bruciata. |                 |  |
| 1938 | El secreto dela confesion       | Don Dano                         | Eliseo Carvajal                               | Venne perduto durante il bombardamento di Manila nella seconda guerra mondiale. |                 |  |
| 1939 | Gagak Item                      | Joshua ed Othniel Wong           | Rd Mochtar, Roekiah                           | Film indonesiano prodotto nelle Indie orientali olandesi. La pellicola probabilmente andò bruciata. |                 |  |

### Anni 1940
| Anno | Film                 | Regista              | Cast                         | Note | Fonte |
| ---- | -------------------- | -------------------- | ---------------------------- | --- | ----- |
| 1940 | Kedok Ketawa         | Jo An Djan           | Basoeki Resobowo             | Primo film dello studio cinematografico delle Indie orientali olandesi Union Films. La pellicola probabilmente andò bruciata.   |       |
| 1940 | Harta Berdarah       | R Hu e Rd Ariffien   |                              | Secondo film della Union Films. La pellicola probabilmente andò bruciata.                                                       |       |
| 1941 | Bajar dengan Djiwa   | R Hu                 | Djoewariah                   | Terzo film della Union Films. La pellicola probabilmente andò bruciata.                                                         |       |
| 1941 | Asmara Moerni        | Rd Ariffien          | Adnan Kapau Gani, Djoewariah | Quarto film della Union Films. La pellicola probabilmente andò bruciata.                                                        |       |
| 1941 | Wanita dan Satria    | Rd Ariffien          | Djoewariah                   | Quinto film della Union Films. La pellicola probabilmente andò bruciata.                                                        |       |
| 1941 | Soeara Berbisa       | R Hu                 | Raden Soekarno               | Sesto film della Union Films. La pellicola probabilmente andò bruciata.                                                         |       |
| 1942 | Mega Mendoeng        | Boen Kim Nam         | Raden Soekarno               | Ultimo film della Union Films. La pellicola probabilmente andò bruciata.                                                        |       |
| 1942 | Brother Martin       | Spencer Williams Jr. | Spencer Williams Jr.         | |       |
| 1944 | Escape Episode       | Kenneth Anger        |                              | Il regista distrusse il film assieme ad altri suoi lavori.                                                                      |       |
| 1945 | I dieci comandamenti | Giorgio Walter Chili | Marina Berti                 | |       |
| 1946 | Little Iodine        | Reginald Le Borg     | Hobart Cavanaugh Irene Ryan  | Distribuzione ritardata a causa dello scoppio della poliomielite; il fumettista Jimmy Hatlo ne fu lo scrittore.                 |       |
| 1946 | Jayu Manse           | Choi In-Kyu          |                              | Primo film coreano girato subito dopo l'indipendenza dal Giappone, il 15 agosto 1945. Una parte mancante è la scena conclusiva. |       |
| 1948 | The Betrayal         | Oscar Micheaux       | William Byrd Leroy Collins   | |       |

### Anni 1950
| Anno | Film                    | Regista      | Cast                                      | Note                                                                                      | Fonte   |
| ---- | ----------------------- | ------------ | ----------------------------------------- | ----------------------------------------------------------------------------------------- | ------- |
| 1950 | The French Peep Show    | Russ Meyer   | Tempest Storm                             |                                                                                           |         |
| 1950 | The Miracle of St. Anne | Orson Welles | Suzanne Cloutier Maurice Bessy Boris Vian | Corto prodotto come prologo della produzione teatrale parigina di The Unthinking Lobster. | [ 280 ] |

### Anni 1960
| Anno | Film                       | Regista       | Cast                     | Note | Fonte   |
| ---- | -------------------------- | ------------- | ------------------------ | --- | ------- |
| 1967 | Batman Fights Dracula      | Leody M. Diaz | Jing Abalos Dante Rivero | Film non autorizzato di produzione filippina; parodia di Batman girato senza il permesso della DC Comics.                                                                                  | [ 281 ] |
| 1968 | Las Noches del Hombre Lobo | René Govar    | Paul Naschy              | Secondo film della serie del conte Waldemar Daninsky Daninsky. Mai proiettato pubblicamente.                                                                                               |         |
| 1969 | Poesia solare              | Carlo Verdone | Carlo Verdone            | Primo cortometraggio di Carlo Verdone. Il comico romano affidò questa ed altre due pellicole alla redazione RAI per uno speciale a lui dedicato, ma andarono perse negli archivi di Rai 3. | [ 282 ] |
| 1969 | The Promise                | Michael Hayes | Ian McKellen John Castle | Primo adattamento del lavoro del drammaturgo russo Aleksei Nikolaevič Arbuzov, e uno dei primi film per Ian McKellen. Fa parte della lista dei "75 film più ricercati" dalla BFI.          | [ 283 ] |

### Anni 1970
| Anno | Film                    | Regista               | Cast                   | Note | Fonte           |
| ---- | ----------------------- | --------------------- | ---------------------- | --- | --------------- |
| 1970 | Heartbeat in the Brain  | Joey Mellen           | Amanda Feilding        | Film sulla trapanazione del cranio in cui Feilding perfora il proprio. Era attesa la proiezione da parte della protagonista all'Institute of Contemporary Arts nell'aprile 2011, ma alla fine non prese parte all'evento. | [ 284 ]         |
| 1971 | Allegoria di primavera  | Carlo Verdone         | Carlo Verdone          | Secondo cortometraggio di Carlo Verdone. Il comico romano affidò questa ed altre due pellicole alla redazione RAI per uno speciale a lui dedicato, ma andarono perse negli archivi di Rai 3. | [ 282 ]         |
| 1972 | Nobody Ordered Love     | Robert Hartford-Davis | Ingrid Pitt Tony Selby | Tutte le copie conosciute vennero distrutte dopo la morte del regista per sua stessa volontà. Fa parte della lista dei "75 film più ricercati" dalla BFI. | [ 285 ]         |
| 1972 | The Day the Clown Cried | Jerry Lewis           | Jerry Lewis            | Mai uscito al cinema, Lewis possedeva l'unica copia esistente in videocassetta, una versione non rifinita. Il luogo dove è custodito il negativo originale del film è sconosciuto a tutt'oggi. Nel gennaio 2019 il figlio di Lewis, Chris affermò che non esiste un negativo completo del film e che insormontabili problemi di copyright ne impediscono la diffusione. | [ 286 ] [ 287 ] |
| 1973 | Elegia notturna         | Carlo Verdone         | Carlo Verdone          | Terzo cortometraggio di Carlo Verdone. Il comico romano affidò questa ed altre due pellicole alla redazione RAI per uno speciale a lui dedicato, ma andarono perse negli archivi di Rai 3. | [ 282 ]         |
| 1974 | Him                     | Ed D. Louie           |                        | Film porno-gay su un prete eccitato sessualmente da Gesù. Si ritiene che tutte le copie esistenti siano ormai andate perdute. | [ 288 ] [ 289 ] |
| 1975 | Maldoror                | Alberto Cavallone     |                        | Film ispirato a I canti di Maldoror di Lautréamont. Girato fra l'Italia e la Turchia, è stato portato a termine e mostrato in alcune proiezioni private, ma mai distribuito. La copia risulta perduta. | [ 290 ]         |

### Anni 1980
| Anno | Film                               | Regista      | Cast                                                   | Note | Fonte   |
| ---- | ---------------------------------- | ------------ | ------------------------------------------------------ | --- | ------- |
| 1983 | C'è qualcosa di strano in famiglia | Henri Helman | Tony Curtis Donald Pleasence Erik Estrada Orson Welles | Ultimo ruolo di Peter Lawford. Parte dell'originale sopravvive in una versione in commercio in Italia dal 2010 della CDI.                              | [ 292 ] |
| 1987 | Settembre (prima versione)         | Woody Allen  |                                                        | Il film è stato girato due volte con attori diversi. La versione originale (con sceneggiatura e cast diversi) è probabilmente in possesso del regista. | [ 293 ] |